# Самуэли, Тибор
Ти́бор Самуэ́ли (венг. Szamuely Tibor; 27 декабря 1890, Ньиредьхаза — 2 августа 1919, Лихтенвёрт) — венгерский политический деятель, один из основателей Венгерской коммунистической партии (первоначально носившей название Партии коммунистов Венгрии).

## Биография

### Ранние годы
Родился в еврейской семье. Учился в Дьёре, после получения аттестата в 1908—1909 работал в Будапеште банковским клерком, затем сотрудником страхового агентства. В это же время стал членом Социал-демократической партии Венгрии, однако первоначально не принимал активного участия в её работе. С 1909 — журналист. Из-за своих резких критических статей был вынужден покинуть Венгрию, поселился в Италии. В 1913 вернулся в Венгрию, стал сотрудником газеты «Народное слово» (венг. Népszavá). За свои публикации в этом издании подвергался судебному преследованию. Благодаря финансам родителей вёл роскошную светскую жизнь, совершил путешествие по многим странам мира.

### Революционная деятельность в России, Германии и Венгрии
Во время Первой мировой войны был призван в армию и попал в русский плен в 1915. Вёл агитационную работу среди военнопленных, распространяя социалистические и антивоенные идеи. После Октябрьской революции 1917 вступил в венгерское отделение РКП(б), став одним из соратников Белы Куна. С января 1918, пребывая в Москве, занимался организацией отрядов из венгерских военнопленных для защиты русской революции. Совместно с Белой Куном редактировал выходившую с 3 апреля 1918 первую венгерскую коммунистическую газету, «Социальная революция» (венг. Szociális Forradalom). После Ноябрьской революции 1918 на некоторое время выехал в Германию, где в декабре 1918 участвовал в организации «Союза Спартака», оказывая содействие Карлу Либкнехту и Розе Люксембург.
После реванша контрреволюционеров в Германии вернулся в Венгрию 3 января 1919, где был избран в Центральный комитет ПКВ и продолжил журналистскую деятельность в составе редакционной коллегии «Красной газеты» (венг. Vörös Újság), критикуя в своих выступлениях режим Каройи. С началом арестов видных левых деятелей в Венгрии 20 февраля 1919 Тибор Самуэли стал членом подпольного Центрального комитета ПКВ; ему поручалось создание вооружённых рабочих отрядов.

### Венгерская советская республика

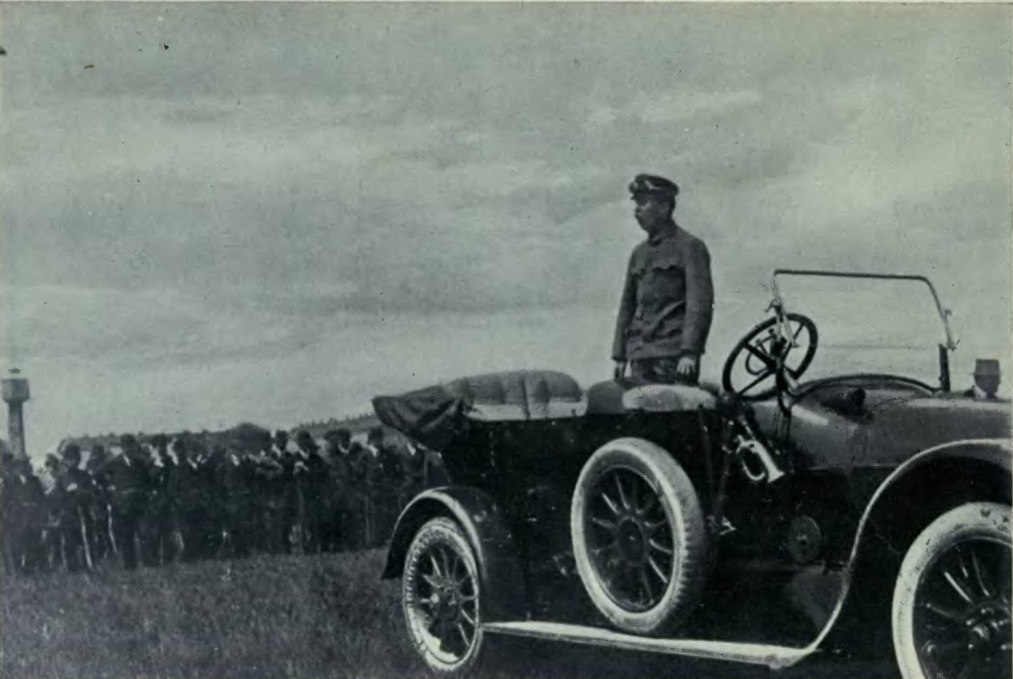
Самуэли произносит пламенную речь

В результате социалистической революции в Венгрии 21 марта 1919 года Тибор Самуэли стал одним из руководителей Венгерской Советской республики, занимая поочерёдно ряд постов (включая пост наркома просвещения; последней была должность наркома по военным делам). Наряду с исполняющим обязанности наркома по культурным делам Дьёрдем Лукачем отвечал за вопросы идеологии в венгерском правительстве. Кроме того, ему было поручено организовать борьбу с контрреволюционерами. В конце мая 1919 года Самуэли совершил перелёт через фронт на двухместном самолете в Москву, чтобы обсудить с Лениным перспективы мировой революции.
Близким к Самуэли был военизированный отряд «ленинцев» во главе с Йожефом Черни. Самуэли нес ответственность за «красный террор» в Венгрии, жертвами которого стали по разным оценкам от 300 до 590 человек. К факту красного террора активно апеллировали контрреволюционные силы, сами развернувшие кампанию белого террора, отличавшегося антикоммунизмом и антисемитизмом. При этом количество жертв белого террора превзошло количество жертв красного во много раз и исчисляется тысячами (всего контрреволюционерами было убито до 70 000 человек).

### Смерть
После падения Советской власти в Венгрии 1 августа 1919 года Самуэли, подобно Куну и большинству других левых политических деятелей, пытался покинуть страну, чтобы избежать проводимого контр-адмиралом Миклошем Хорти и Иштваном Бетленом белого террора. Однако после незаконного пересечения государственной границы с Австрией 2 августа 1919 года был арестован и расстрелян австрийскими властями.
Другие источники склоняются к более спорным версиям его смерти, утверждая, что он был застрелен австрийским жандармом ещё во время пересечения границы или что застрелился при аресте.

## Память
- в его честь был назван лихтеровоз Дунайского пароходства «Тибор Самуэли»[7].
- Его именем названа улица в городе Нытва Пермского края.